# Thông Thiên giáo chủ

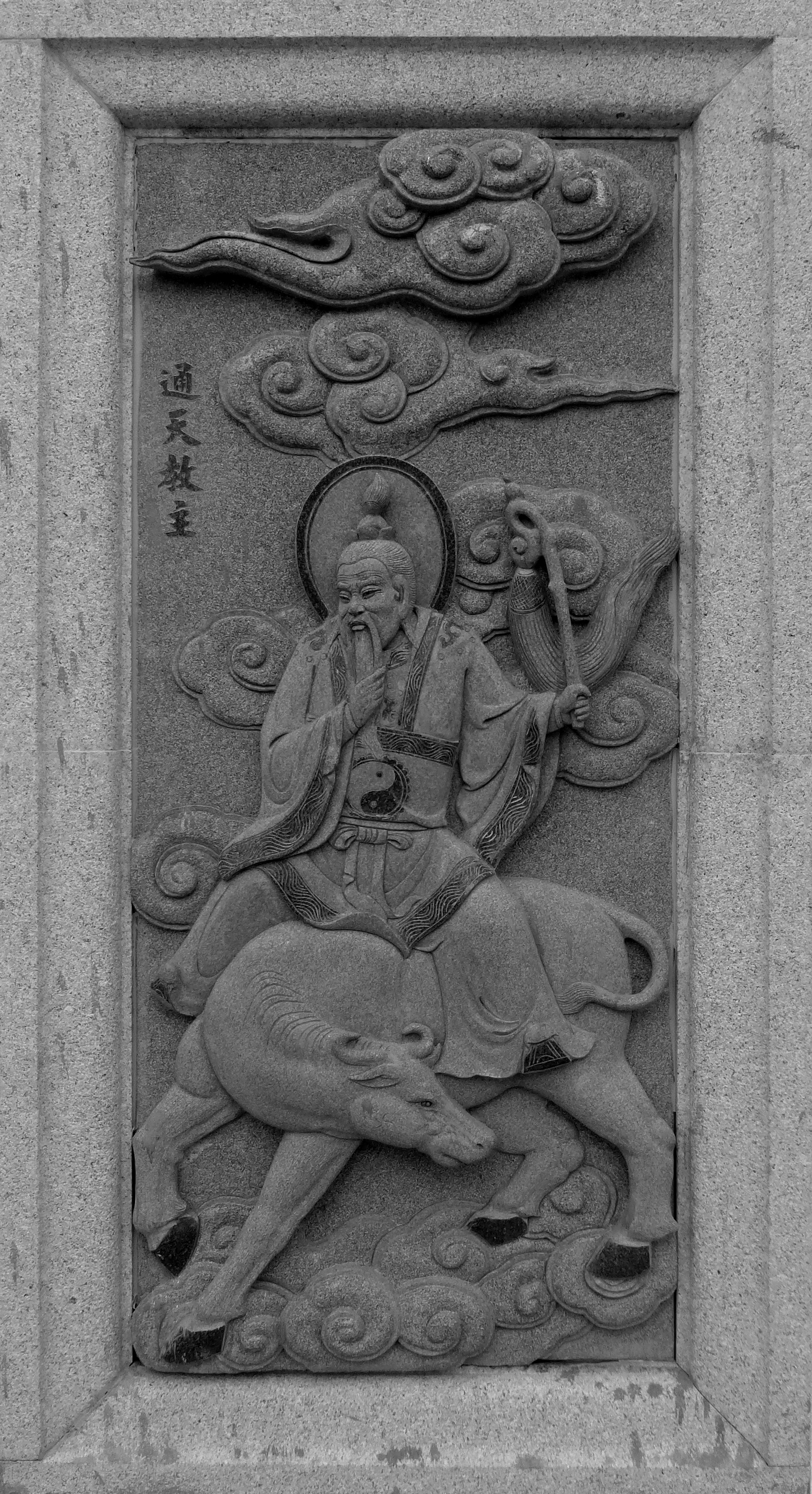
Thông Thiên giáo chủ

Thông Thiên giáo chủ (tiếng Trung: 通天教主; bính âm: Tongtian Jiaozhu) là một nhân vật hư cấu trong tiểu thuyết Phong thần diễn nghĩa của Lục Tây Tinh và Bát tiên đắc đạo của Vô Cấu đạo nhân.
Trong tiểu thuyết, Thông Thiên giáo chủ là đệ tử thứ ba của Hồng Quân, sư đệ của Nguyên Thủy Thiên Tôn và Thái Thượng Lão Quân, đồng thời cũng là người đứng đầu Triệt giáo. Vị thế của Thông Thiên giáo chủ được tham khảo từ Linh Bảo Thiên Tôn trong Tam Thanh, nhưng hình tượng lại dựa trên Bạch Liên giáo để xác định tính chất Tà giáo của Triệt giáo.

## Mâu thuẫn với Xiển giáo
Thông Thiên Giáo chủ cho rằng người hay yêu hay ma vốn không quan trọng khi truy cầu đại đạo, mâu thuẫn với Lão Tử và Nguyên Thủy Thiên Tôn (Xiển Giáo). Trong quá trình truyền đạo, Giáo chủ Thông Thiên hiềm khích với hai sư huynh nên đã xuống trần lập trận Tru Tiên và Vạn Tiên để cản trở Khương Tử Nha thảo phạt Trụ Vương. Nhờ sự trợ giúp của hai vị Giáo chủ Tây Phương giáo là Tiếp Dẫn và Chuẩn Đề nên Lão Tử và Nguyên Thủy Thiên Tôn đã phá tan 2 trận này.

### Giúp Trụ Vương
Trụ Vương là vua của nhà Thương. Thông Thiên Giáo chủ lập Vạn Tiên Trận và Tru Tiên Trận để ngăn cản Xiển Giáo diệt Trụ nhưng bị thất bại.
Triệt Giáo thua trận, Thông Thiên giáo chủ muốn mở trận Thủy Địa Hỏa Phong tái lập lại thế giới, hủy diệt mọi thứ về lại từ đầu song bị sư phụ là Hồng Quân Lão Tổ ngăn cản và hóa giải các mối hiềm khích giữa 2 phái. Hồng Quân lão tổ đưa Thông Thiên trở về cung Tử Tiêu, không cho dạy học trò nữa. Còn Lão Tử, Nguyên Thủy Thiên Tôn cùng các vị tiên khác lui về núi không xuống trần để phạm sát sinh nữa.

## Tư tưởng
- Triệt giáo của Thông Thiên giáo chủ thu nhận tất cả các đồ đệ bất kể họ là ai, kể cả người ít đức, hay súc vật miễn sao có ý muốn tu thì đều truyền đạo cho, giúp họ tu tiên để thành chánh quả. Thông Thiên giáo chủ cho rằng chúng sinh bình đẳng, ai có đức, có khát vọng, nỗ lực kiên trì không ngại gian khổ thì đều được cho tu tập. Vì vậy ông cho rằng 2 vị sư huynh hà khắc trong việc chọn đệ tử.[2]
- Xiển giáo quy định phải là những ai được các vị tiên coi là có cốt cách thì mới được cho tu tiên học đạo.[2]

## Triệt giáo

### Đệ tử
Với quan niệm "Hữu giáo vô loại" nên Triệt giáo phát triển mạnh hơn Xiển Giáo và Đạo Giáo rất nhiều, thời kỳ đỉnh điểm Triệt Giáo có tới hàng vạn tiên nhân gia nhập. Tuy nhiên có lợi thì luôn có hai mặt là xấu và tốt, các tiên nhân gia nhập Triệt Giáo bất kể xuất thân, nên có rất nhiều là những kẻ ác độc, làm nhiều việc xấu,….không thể quản hết được.
Đệ tử của ông có tới hơn vạn người đã từng được xưng là "Vạn Tiên Triều Bái", đứng đầu là tứ đại đệ tử thân truyền: Đa Bảo đạo nhân, Kim Linh thánh mẫu, Vô Đương thánh mẫu, Quy Linh thánh mẫu, cùng một số đệ tử tâm ý khác như: Triệu Công Minh, Tam Tiêu tiên tử (Vân Tiêu, Bích Tiêu, Quỳnh Tiêu), Thể Vân tiên tử, Hạm Chi tiên tử, Thập Thiên Quân, Ô Vân Tiên, Cầu Thủ Tiên, Linh Nha Tiên, Kim Quang Tiên, Trường Nhĩ Định Quang Tiên, Bì Lô Tiên, Hỏa Linh thánh mẫu,...
Trong tác phẩm, các đồ đệ của ông cũng có tài phép không kém gì các đồ đệ thuộc Xiển giáo. Như tại "Cửu khúc Hoàng Hà trận", Tam Tiêu tiên tử là ba nữ đệ tử trong đó Vân Tiêu và Bích Tiêu của ông đã bắt tất cả 12 học trò của Xiển giáo, trong đó có các vị tiên cao cường như Quảng Thành Tử, Thái Ất chân nhân, Ngọc Đỉnh chân nhân...sau đó dùng Hỗn Nguyên Kim Đấu Đấu bỏ hết tu vi của 12 người đánh thành nhân loại. Về sau Nguyên Thủy Thiên Tôn và Lão Quân đích thân xuống trần mới phá giải được và giết luôn Tam Tiêu.
Trong trận quyết chiến tại "Vạn Tiên Trận", Kim Linh thánh mẫu một mình đại chiến với ba cao thủ Xiển giáo là: Văn Thù Thiên Tôn, Phổ Hiền chân nhân, Từ Hàng đạo nhân, bất phân thắng bại, sau nhờ có Nam Cực Tiên Ông đánh lén mới giành chiến thắng. Quy Linh thánh mẫu, Kim Linh thánh mẫu, Ô Vân Tiên cũng tài phép cao cường đánh hạ các đệ tử Xiển giáo, nhưng sau cùng thì Quy Linh và Kim Linh bị giết, Ô Vân Tiên bị Tây Phương độ hóa đi nơi Cực Lạc. Đa Bảo đạo nhân bị Thái Thượng Lão Quân bắt được.
Cuối tác phẩm các đệ tử Triệt giáo bại trận, phần lớn lên Phong Thần Bảng nhận chức ở Thiên Đình, một phần bị Phật môn độ hóa về Tây Phương, một phần bị đánh chết xuống Địa Phủ đầu thai hoặc hồn tiêu phách tán. Còn lại một số đệ tử pháp lực cao thâm nên vượt qua kiếp nạn như: Đa Bảo đạo nhân, Vô Đương thánh mẫu,...

### Hình tượng cá nhân
Thông Thiên giáo chủ được miêu tả là người đàn ông tráng niên, cưỡi trâu vàng (khuê ngưu). Pháp bảo nổi tiếng của ông là:
- Xuyên Tâm Toả
- Huyết Hải Thần Châm
- Thanh Bình kiếm
- Bốn thanh kiếm Tru Tiên, Hãm Tiên, Lục Tiên và Tuyệt Tiên, kết hợp lại tạo thành trận Tru Tiên Tứ Kiếm nổi tiếng.
- Lục Hồn Phiên
- Vô số pháp bảo khác

Về sau Hồng Quân Lão Tổ ban cho Thông Thiên Giáo Chủ 4 Thanh Kiếm này trước ban đệ tử thì pháp khí này khi đó cũng có đã có nhiều sử dụng.

## Trong văn hóa hiện đại
Giáo chủ Thông Thiên trong Phong thần diễn nghĩa nhiều lần được biên thành điện ảnh và phim truyền hình, tiêu biểu nhất là các phim truyền hình: Phong thần bảng (2009) do Diêu Vân Thuấn đóng; Phong Thần anh hùng (2015) do Đổng Dũng đóng....

## Ảnh hưởng
- Đạo Cao Đài cho rằng khí vật chất phát từ Thông Thiên giáo chủ là Tinh, tượng thể phần xác thú của Vạn linh [3]
- Bộ truyện tranh Houshin Engi của Ryu Fujisaki lấy cảm hứng từ Phong thần diễn nghĩa, trong đó phiên âm tên của Thông thiên giáo chủ là Tsuuten Kyoushuu.
- Ngoài bộ Phong thần diễn nghĩa, nhân vật Thông thiên giáo chủ còn xuất hiện trong kịch bản phim truyền hình nhiều tập Bát tiên (en:Legends of the eight Immortals) của Đài Loan phát hành năm 1998 do diễn viên Hoàng Thế Nam đóng.[4]